# David Gómez Parada
David Job Gómez Parada (Laja, Chile, 24 de febrero de 1965) es un exfutbolista chileno que jugó como defensa.

## Trayectoria
Oriundo de Laja, comenzó su carrera profesional en el club de su ciudad Deportes Laja en la Tercera División, donde aportó al ascenso, tras coronarse como campeón del Apertura 1985. Luego de 4 temporadas, firma en 1989 por Fernández Vial de la Primera División. Tras una destacada campaña, para 1990 ficha por O'Higgins de la misma división, junto a sus compañeros Luis Casanova y Daniel Fuentes. Pese a rematar en el 4to lugar en el campeonato de 1990, no obtiene la regularidad deseada, por lo que regresa a Fernández Vial.
En el equipo vialino vivió las dos caras de la moneda; en 1991 fue habitual en la titularidad del equipo que remató en el 5to lugar del campeonato oficial , mientras que en también fue titularísimo en 1992, campaña que coronó con el descenso a la Segunda División.
Por su destacado nivel, en 1993 firmó por Universidad de Chile de la Primera División. En el equipo azul logró la titularidad en la Copa Chile junto a Rogelio Delgado; sin embargo, para el torneo oficial perdió la titularidad en desmedro de Luis Abarca, sumado a la llegada en 1994 de Ronald Fuentes hicieron que esa fuera su única temporada en el equipo laico.
En 1994 firma con Deportes Temuco de la Primera División, para al año siguiente bajar de categoría y defender los colores de Rangers. Su última temporada como jugador profesional fue en 1996, jugando en Regional Atacama de la Primera División, no logrando salvar al equipo de Copiapó del descenso a la Primera B.

## Clubes
| Club                 | País  | Año       |
| -------------------- | ----- | --------- |
| Deportes Laja        | Chile | 1984-1988 |
| Fernández Vial       | Chile | 1989-1992 |
| → O'Higgins (cedido) | Chile | 1990      |
| Universidad de Chile | Chile | 1993      |
| Deportes Temuco      | Chile | 1994      |
| Rangers              | Chile | 1995      |
| Regional Atacama     | Chile | 1996      |

## Palmarés

### Campeonatos nacionales
| Título           | Club          | País  | Año    |
| ---------------- | ------------- | ----- | ------ |
| Tercera División | Deportes Laja | Chile | 1985-A |